# HD 146624
HD 146624，又名CD-2812037，SAO 184301、HR 6070，是一颗恒星，视星等为4.78，位于銀經348.56，銀緯15.41，其B1900.0坐标为赤經16h 12m 5.6s，赤緯-28° 15.41′ 55″。